# Д’Андреа, Лука
Лука Д’Андреа (итал. Luca D'Andrea; родился 6 сентября 2004) — итальянский футболист, атакующий полузащитник итальянского клуба «Сассуоло», выступающий на правах аренды за клуб «Катандзаро».

## Клубная карьера
Уроженец Неаполя, Лука выступал за молодёжную команду футбольного клуба СПАЛ. В январе 2022 года перешёл в «Сассуоло», подписав с клубом свой первый профессиональный контракт.
17 сентября 2022 года дебютировал в основном составе «Сассуоло», выйдя в стартовом составе в матче итальянской Серии A против «Торино».

## Карьера в сборной
Выступал за сборные Италии до 18 и до 19 лет.
В июле 2023 года помог итальянцам выиграть чемпионат Европы среди юношей до 19 лет.

## Достижения
Сборная Италии
- Чемпион юношеского чемпионата Европы (до 19 лет): 2023